# Rio Monte Verde
Rio Monte Verde är ett vattendrag i Brasilien.   Det ligger i delstaten Minas Gerais, i den sydöstra delen av landet, 800 km sydost om huvudstaden Brasília.
Omgivningarna runt Rio Monte Verde är huvudsakligen savann. Runt Rio Monte Verde är det mycket glesbefolkat, med 5 invånare per kvadratkilometer.